# Левин, Лейбу
Ле́йбу Ле́вин (Лев Иосифович Левин; 1914, Кымпулунг (Молдовенеск), Австро-Венгрия — 7 февраля 1983, Герцлия, Израиль) — известный исполнитель песен на идиш, чтец и композитор, автор песен на стихи современных еврейских поэтов — Мангера, Бялика, Дриза, Гальперна, Хараца и других.
В 1919 году семья переехала в Черновицы. Левин пел в синагогальном хоре у знаменитого кантора и композитора Пини Спектора, в конце 1920-х — начале 1930-х годов был студентом учительской семинарии. В 1934—40 годах выступал по городам Румынии с художественным чтением произведений еврейских писателей и поэтов, исполнением песен. В репертуаре Левина были народные песни, а также песни, написанные на стихи еврейских поэтов им самим. Журналист доктор Майер Эбнер писал о творчестве Левина в 1935 году: «Лейбу Левина нужно не только слушать — его нужно видеть. Нужно слышать и видеть его, когда он в затемнённом зале вдыхает в чужую поэзию свою пылающую, то ликующую, то тоскующую юную душу… Такой талант встречается так же редко, как золото, и он так же драгоценен».
В 1939 году в Черновицах вышел сборник «Зэкс шлофлидэр» («Шесть колыбельных»; переиздан в Реховоте в 1969) с мелодиями Левина. Стараниями Левина в 1939 году там же вышел в свет сборник песен З. Бардичевера, еврейского трубадура из Бельц (Бессарабия).
В 1941 году был мобилизован, затем направлен в трудармию, в Молотов (Пермь). Здесь познакомился с Дмитрием Журавлёвым и выступал вместе с ним по уральским военным госпиталям. 24 сентября 1942 года арестован по ложному обвинению в шпионаже (в пользу Румынии), 8 мая 1943 года осуждён на 15 лет исправительно-трудовых лагерей, до 1956 года находился в заключении в советских лагерях. После реабилитации поселился в Москве, работал с Нехамой Лифшицайте, выезжал с концертами в города с еврейским населением.
В 1972 году Левин репатриировался в Израиль, выступал на эстраде, писал песни, в том числе со словами на иврите. О чтении Левиным басен Элиэзера Штейнбарга в иерусалимском клубе «Цавта» рассказал Манфред Винклер: «Он сумел оживить и басни Э. Штейнбарга — интереснейшие, окрылённые фантазией, юмором и тонкой иронией: человеческий зоопарк, где автор бичует пороки общества с улыбкой понимания на устах. В какой-то момент мне почудилось, что на сцене стоит волшебник, околдовывает меня и самого себя музыкальными баснями Штейнберга. Это был человек с горящими глазами, будто охваченный мощным потоком стиха, где об извечных бедах человечества говорилось легко, с улыбкой… Мы вновь смогли услышать того Левина, что покорял нас в концертах тридцатых годов».
Левин перевел на идиш (с немецкого) стихи погибшей от рук нацистов юной поэтессы из Черновиц Зельмы Меербаум-Айзингер (1924—42), к шести из этих стихотворений он написал музыку (была опубликована вместе со всеми переводами в книге З. Меербаум-Айзингер «Лидэр» /«Стихи»/, Т.-А., 1978). В 1980 году в Тель-Авиве вышел в свет сборник песен Л. Левина «Ин дэр вэлт фун гэзангэн» («В мире песен»). В 1990 году там же — посмертный сборник «Ал ашер ло хайя» («О том, чего не было»), представляющий шесть песен, написанных Левином на стихи поэтов, пишущих на иврите. В 2005 году — Антология «Лейбу Левин. Ворт ун нигн (Слово и музыка)», включающая в себя сорок девять песен на стихи двадцать одного поэта на идиш, предисловие и эпилог, фотографии и рисунки. Тексты песен приведены на идиш, английском и иврите.

## Биография
- 1919 — переезд в Черновицы, певчий в синагогальном хоре
- конец 1920-х — начало 1930-х — еврейская учительская семинария
- 1932—1941 — гастроли по территории Румынии
- 1941 — призван в армию, затем переведён в трудармию и направлен в г. Молотов (Пермь)
- 1942 — арестован по обвинению в шпионаже в пользу Румынии
- 1942—1956 — заключённый (Тайшет, Ухта)
- 1972 — репатриация в Израиль